# Robert Carl (Komponist, 1902)
Robert Carl (* 24. März 1902 in Saarbrücken; † 9. Juni 1987 in Ormesheim) war ein deutscher Komponist, Dirigent, Gründer des Musikverlags Carl und des Bad Godesberger Kammerchors.

## Leben
1902 wurde Robert Carl als Sohn einer Kaufmannsfamilie in Saarbrücken geboren. Sein musikalisches Talent zeigte sich früh, Töne und Texte faszinierten ihn. Er besuchte von 1908 bis 1921 die Volksschule und das Ludwigsgymnasium Saarbrücken, bis die Familie Carl nach dem Schulabschluss des Sohnes 1921 nach Bad Godesberg umzog. Bis 1925 studierte Carl an der Musikhochschule Köln und war während dieser Zeit Organist, Pianist, Chorleiter in Bad Godesberg und wirkte bereits bei großen, orchesterbegleiteten Aufführungen, hauptsächlich Messen, mit.
1927 wurden die Zeiten härter und die Familie Carl verlor durch die Inflation ihr gesamtes Vermögen. Aus finanziellen Gründen kehrte Robert Carl nach Saarbrücken zurück, um eine Stelle als Kantor der Kirche St. Michael zu übernehmen. In den folgenden Jahren dirigierte Robert Carl zahlreiche Konzerte und leitete Gesangvereine. In diesen Jahren hatte er begonnen, eigene Kompositionen zu schreiben und versuchte vergeblich einen Verleger für seine Werke zu finden. Enttäuscht übernahm er wieder die früheren Tätigkeiten wie Chorleitung, Konzertbegleitung, Orgelspiel und Klavierunterricht.
Nach seiner Heirat im Jahr 1930 beschloss er einen eigenen Verlag zu gründen. Gegen diese Absicht standen der Wunsch seiner Frau Hildegard und deren Verwandtschaft, er solle eine Drogerie erwerben. Er gab nach und stellte zu spät fest, dass das Objekt mit Schulden überlastet war. 1932 musste er Konkurs anmelden und diese Schulden bezahlen. Damit stand der Dreißigjährige in den wirtschaftlich sehr schweren Jahren vor dem finanziellen Ruin. Das traf ihn umso mehr, da am 12. Februar 1935 sein einziger Sohn, Franz Robert (Peter genannt), geboren wurde.
1935 wurde er freier Mitarbeiter beim Reichssender Saarbrücken und konnte als Pianist, Dirigent und eigenen Kompositionen bei der Programmgestaltung mitwirken. Zum 1. November 1935 trat er der NSDAP bei (Mitgliedsnummer 6.925.196). Die Beschäftigung ging bis 1939 und die während dieser Zeit entstandene, abendfüllende Komposition Das hohe Lied der Arbeit wurde ein großer Erfolg. 70 weitere Male wurde das Werk in verschiedenen Städten aufgeführt.

### Während des Krieges
Bis 1951 hielt sich Carl dann wieder in Bad Godesberg auf. Seine Tätigkeit als Komponist führte er weiter und gründete den Godesberger Kammerchor, der gemeinsam mit ihm erfolgreiche Auftritte durchführte, unter anderem Mozart (Requiem), Händel (Acis und Galatea, Der Messias), Haydn (Die Jahreszeiten), Brahms (Ein Deutsches Requiem). Hinzu kamen verschiedene Dirigententätigkeiten und Mitarbeit beim NWDR Köln. In dieser Zeit gründete er den Musikverlag Carl und kehrte 1952 wieder in seine Heimat Saarbrücken zurück.

### Nachkriegszeit
In Saarbrücken war Robert Carl Schulungsleiter des Saarländischen Sängerbundes. Gleichzeitig war er Dirigent vieler leistungsfähiger Chöre mit zahlreichen Konzert- und Rundfunkauftritten.
Nach der Saarabstimmung 1955 sang man vor allen Dingen seine Saarhymne gerne. Von 1951 bis 1968 wurde er Kreisleiter des Soor-Sängerbunds in Saarbrücken, was mit einer Tätigkeit als Dozent in Schulungsseminaren und Wertungsrichter bei Wertungssingen verbunden war. 1962, anlässlich seines 60. Geburtstages, wurde ihm nicht nur die Laudatio des Professors für Musikwissenschaft, Müller-Blattau, zuteil. Auch der Rundfunk widmete Robert Carl eine Sendung Singendes, klingendes Dreiländereck. 1961 traf Robert Carl ein herber Schicksalsschlag: Sein Sohn starb nach langer Krankheit an einem Gehirntumor. Die Behandlungen hatten viel Geld gekostet und auch seine Ehe zerbrach daran.
1968 starb Robert Carls Mutter in Bad Godesberg. Außerdem kamen, besonders in den folgenden Jahren, wieder große Geldsorgen auf ihn zu. Er, der gehofft hatte, von der GEMA-Rentenkasse, in der er seit 1936 (damals STAGMA) Mitglied war, seine Pension zu erhalten, sah sich getäuscht. Wegen der geringen Erträge seiner Arbeit, so wurde ihm mitgeteilt, sei er nicht als „ordentliches“ Mitglied geführt worden.
Robert Carl arbeitete also weiter als Chorleiter. Bis 1975 leitete er einen Kirchenchor und komponierte in dieser Zeit seine Deutsche Messe in a-moll, die 1970 uraufgeführt wurde. Ab dem Jahr 1980 lebte er von Sozialhilfe.
Seine besten Freunde, das Ehepaar Wesseling, pflegten Robert Carl im hohen Alter in ihrem Haus, bis er 1987 an Herzversagen starb. Danach führte Ursula Wesseling den Musikverlag Carl weiter.

### Requiem für John F. Kennedy
Erst im Jahr 1964 gelang Robert Carl ein Höhepunkt seines musikalischen Schaffens. Die Ermordung John F. Kennedys im November 1963, die ihn sehr erschüttert hatte, veranlasste ihn, ein Requiem für John F. Kennedy zu komponieren. In Teilen bezieht sich dieses Requiem auf ein Werk, das er während des Krieges für seinen Bruder geschrieben hatte. Die Uraufführung fand am 22. November 1964 im Staatstheater Saarbrücken statt. „Ein Werk voll Würde und Eindringlichkeit, ... das zugleich für die Originalität und das Können eines Komponisten zeugt, den wir mit Stolz unser eigen nennen“, schrieb ein Musikkritiker. Dem Werk wurde ansonsten in Deutschland weniger Beachtung geschenkt.
Umso mehr erstaunte es den Komponisten, als ihm eine Aufführung in Washington in Aussicht gestellt wurde. Dieser Einladung folgte er. Im März 1968 ergab sich die Gelegenheit, ein Gespräch mit dem damaligen Außenminister der Vereinigten Staaten, Stewart Udall, zu führen. Dieser war Ehrenvorsitzender einer Spendenaktion zugunsten der Chorvereinigung, die das Requiem vor 1500 Zuhörern im ausverkauften Konzertsaal in Washington aufführte. Hunderte standen vergeblich um eine Karte an. Die Presse stand dem spätromantischen Stil der Komposition nur zum Teil lobend gegenüber.
Bereits im Juni 1965 zeigte sich Robert F. Kennedy, der Bruder von John F. Kennedy, gerührt und drückte Robert Carl schriftlich seine Dankbarkeit aus.

## Bekannte Chorwerke mit Orchester von Robert Carl
- Requiem für John F. Kennedy
- Deutsche Messe in a-moll
- Trauer und Trost
- Adeste fidelis
- An den Frühling
- Oper „Meister Andrea“
- Glückliche Stunde
- Regina Coeli
- Suite für Orchester

## Auszeichnungen
- 1977: Verleihung des Saarländischen Verdienstordens[2]
- Verleihung des Titels „Chormusikdirektor DSB“
- Saarländische Verdiensturkunde für musikalische Verdienste